# Schlagt sie tot!
Schlagt sie tot! ist eine Oper in zwei Akten von Bo Holten (Musik) mit einem in schwedischer Sprache verfassten Libretto von Eva Sommestad Holten, das von Jana Hallberg ins Deutsche übertragen wurde. Sie handelt vom Leben des Kirchenreformators Martin Luther und wurde am 11. Mai 2019 in der Oper Malmö uraufgeführt.

## Handlung

### Erster Akt
Szene 1 (28. August 1518, Schlosskirche zu Wittenberg). Während Priester an mehreren Altären Messen singen, lässt sich der erst vierzehnjährige Landgraf Philipp von seinem Sekretär Georg Spalatin die Reliquien zeigen. Philipp ist bestrebt, die klügsten Menschen an die Wittenberger Universität zu berufen, darunter den Griechisch-Professor Philipp Melanchthon und den Theologen Martin Luther. Er hat letzteren unter seinen Schutz genommen, nachdem er wegen seiner Thesen gegen den Ablasshandel von der katholischen Kirche verfemt wurde.
Szene 2 – Melanchthon begegnet Luther. Vor der Kirche empfängt Spalatin inmitten einer Gruppe jubelnder Studenten den neuen Professor Melanchthon im Namen des Kurfürsten. Bei ihnen befindet sich auch Andreas Karlstadt. Luther erscheint und erklärt kurz seine Ziele und sein Motto, dass der Glaube über der Gelehrsamkeit stehe. Alle halten die Zeit reif für eine Kirchenreform.
Szene 3 – „Cranach I“: wird Luther vorgestellt. Spalatin besucht das Atelier des Malers Lucas Cranach. Er will diesen im Auftrag des Kurfürsten bitten, sich um Luther zu kümmern und ein Porträt von ihm anzufertigen. Auch dass Cranach Luthers und Karlstadts Schriften druckt, ist im Interesse des Fürsten. Als Spalatin sich von Cranach und dessen Frau Barbara verabschiedet, trifft Luther ein. Das Paar heißt ihn herzlich willkommen. Luther fühlt sich in der Werkstatt heimisch.
Szene 4 – Treffen mit Erasmus in Köln / Luthers Brief an Papst Leo X. Nach der Krönung von Kaiser Karl V. in Aachen versammelt sich die europäische Elite in Köln. Am 5. November 1520 bringt Spalatin dort den Humanisten Erasmus von Rotterdam zu einer Audienz beim Kurfürsten. Dieser erhofft sich Rat, da der Papst bereits den Bann gegen Luther und Karlstadt angedroht hat (→ Exsurge Domine). Erasmus gibt Luther in vielen Punkten recht, hält ihn aber für einen Hitzkopf, den man möglichst nicht reizen sollte. Er schlägt vor, Luther beim nächsten Reichstag zu Worms anzuhören. In einer Parallelszene verfasst Luther einen zwischen Unterwürfigkeit und Angriffen wechselnden Brief an den Papst, dem er seine neueste Schrift Von der Freiheit eines Christenmenschen beilegt. Eine optionale weitere Parallelszene zeigt den Prunk des Papstes in Rom.
Szene 5 – A. Die Verbrennung der Bannbulle (10. Dezember 1520) – B. Umzug: Lebende Satiren / lebende Flugblätter. Nach einem Aufruf Melanchthons und Karlstadts verbrennen Studenten das kanonische Rechtsbuch und die päpstliche Bulle. Es handelt sich um eine Antwort auf die Verbrennung von Luthers Schriften in anderen Städten. Die Studenten singen satirische Lieder auf den Papst. Melanchthon fürchtet, die Kontrolle verloren zu haben.
Szene 6 – Erasmus distanziert sich. Nachdem Luther Erasmus um Unterstützung gebeten hat, bringen ihm Spalatin und Melanchthon dessen briefliche Antwort. Erasmus befürwortet zwar Reformen, bittet Luther aber um Mäßigung. Seine ungestüme Art führe sonst zu Aufständen („Tumultus“). Luther ist jedoch fest davon überzeugt, im Auftrag Gottes zu handeln – notfalls auch „mit Feuer, Schwert und Blut“. Gottes Worte seien „Krieg und Verdruss. Ein Gift!“
Szene 7 – „Cranach II“. Heiligenbilder als Müll & Ein sanfter Mönch. Während Barbara und Lucas Cranach einen Wagen mit polemischen Schriften beladen, überwacht Karlstadt einen Transport herausgerissener Altäre und Heiligenbilder. Barbara protestiert bei Luther dagegen. Sie glaubt, dass man die Macht der Bilder anerkenne, wenn man sie zerstöre. Lucas Cranach zeigt Luther einen neuen Porträtdruck, der ihn sanftmütiger zeigt als das alte Bild. Er soll während des Reichstag in Worms auf der Straße verkauft werden.
Intermezzo – Triumphzug nach Worms. Luther spielt in den Wirtshäusern am Weg auf einer Laute wie „Orpheus mit der Lyra“.

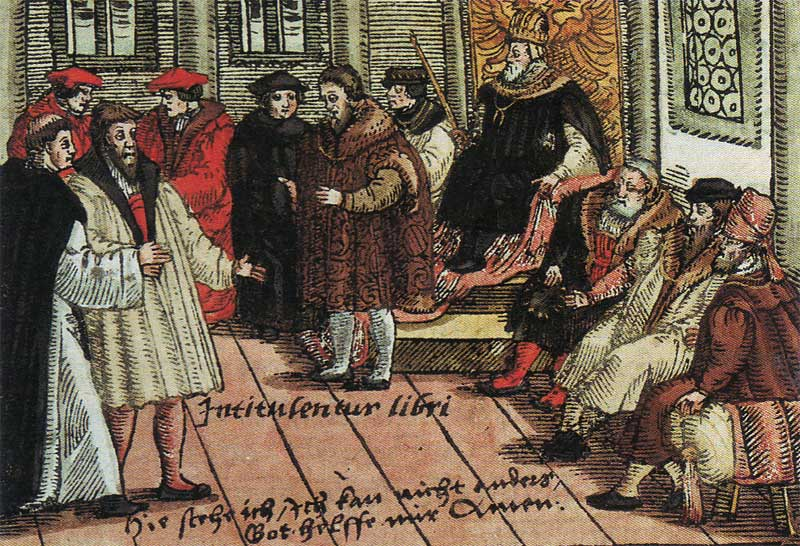
Luther auf dem Reichstag in Worms (kolorierter Holzschnitt, 1556)

Szene 8 – Der Reichstag zu Worms (17.–18. April 1521): A. Gebet – B. Verhör – C. Empfang – D. Zusammenbruch. In der Nacht betet Luther in seiner Zelle um Gottes Beistand. Am folgenden Tag beginnt die Anhörung. Dr. von der Ecken aus Trier fordert Luther auf, seine Schriften zu widerrufen. Luther verweigert dies. Er könne nicht gegen sein Gewissen handeln. Er wird fortgeführt. Am Abend gibt es ein großes Gelage für die Teilnehmer des Reichstags. Die Menschen sind sehr unterschiedlicher Meinung über Luther. Einige fordern dessen Tod, aber einige Kardinäle unterstützen insgeheim seine Ziele. Der Kurfürst will eine Hinrichtung unbedingt verhindern. Er bittet Spalatin, Luther fortzubringen. Dieser ist in seiner Zelle zusammengebrochen. Er schlägt um sich und muss von Spalatins Leuten fortgeschleppt werden.
Szene 9 – „Die Deutschen sind jetzt wie besessen“: A. Freiheit eines Christenmenschen! – B. Im Auge des Sturms; Wittenberg. Das Volk fordert lautstark Reformen im Sinne Luthers. Erasmus flieht. Ein maskierter Student entweiht die Reliquien eines Heiligen. Andere zerstören eine Statue des Franz von Assisi. Bauern werfen eine große Madonnenfigur in den Fluss. Seit sie selbst die Bibel (in Luthers Übersetzung) lesen können, wollen sie nicht mehr der Kirche, sondern nur noch Gott gehorchen. In der Schlosskirche in Wittenberg reißen Karlstadt und seine Helfer Bilder, Heiligenstatuen und Altäre heraus. Melanchthon beobachtet fasziniert drei schlicht gekleidete „Zwickauer Propheten“, die in Trance geraten sind. Als jedoch Spalatin und Luther eintreffen, bereitet letzterer dem Treiben entrüstet ein Ende. Es kommt zum Zerwürfnis zwischen Luther und Karlstadt.
Szene 10 – Kampf um Glauben und Seelen (4.–5. April 1523): A. „Cranach III“ & Nonnen auf der Flucht – B. Der freie Wille. In Cranachs Werkstatt wird Luthers Septemberbibel gedruckt und verladen. Luther hat wieder die Kontrolle übernommen, sieht aber auch Probleme kommen: Karlstadt wiegelt in Straßburg die Bauern auf, und der Schweizer Reformator Huldrych Zwingli verachtet die Musik. Luther hat unterdessen zwölf Nonnen bei ihrer Flucht aus dem Kloster unterstützt. Neun von ihnen, darunter Katharina von Bora, betreten nun hilfesuchend die Werkstatt. Für Luther sind sie „Heldinnen der Reformation“. Er will ihnen gute Ehemänner suchen. Einige von ihnen kommen im Haus der Cranachs unter. Die Bibelübersetzung und die Flucht der Nonnen machen Luther Mut. Melanchthon erinnert ihn jedoch daran, dass die aufständischen Bauern auf ihn verweisen und er nun mit seiner Schrift De servo arbitrio auch die Gelehrten angreife. Der Krieg habe bereits Thüringen und Luthers Geburtsstadt Eisleben erreicht.
Szene 11 – Luther in den Ruinen in Helfta (ungefähr April 1525). Das besucht das von den Bauern zerstörte Kloster der Zisterzienserinnen, in dem verzweifelte Nonnen nach ihren heiligen Gegenständen suchen, während angriffslustige Bauernkämpfer die Trümmer plündern. Die Nonnen geben Luther die Schuld an dem Geschehen. Die Bauern hingegen schwören ihm Gefolgschaft. Einige bewaffnete Landsknechte unter der Führung des jungen Landgrafen Philipp von Hessen treffen ein. Auch dieser hält Luther für verantwortlich an den Zerstörungen. Luther wird wütend. Er verurteilt die Taten (Arie: „Ich habe zum Frieden gemahnt!“). Dann gewinnt seine Verzweiflung die Oberhand: Gott selbst habe die Regierung eingesetzt. Nicht die Bauern sollten „Gottes Zorn-Schwert“ tragen, sondern die Obrigkeit. Die Schuldigen müssten wie tollwütige Hunde vernichtet werden. Er hält den Aufstand für ein Werk des Teufels, fürchtet den Weltuntergang und ruft: „Schlagt sie tot!“

### Zweiter Akt
Szene 12 – Nacht in Wittenberg – Die Bauern sind geschlagen (Mai 1525). Vor dem Sarg des am 5. Mai gestorbenen Kurfürsten Friedrich der Weise von Sachsen überlegen Luther und Melanchthon, wie sie auf den sich ausbreitenden Bauernkrieg reagieren können. Luther scheint ratlos. Da berichtet Spalatin von dem Massaker, dass die Armeen des Landgrafen in der Schlacht bei Frankenhausen am 15. Mai unter den Bauern angerichtet haben. Luther fühlt sich wegen seiner Worte „Schlagt sie tot!“ schuldig. Spalatin kann das nicht ertragen. Er verlässt wütend die Kirche. Melanchthon hingegen versichert Luther seine fortgesetzte Freundschaft.
Musikalisches Intermezzo: Der Nullpunkt. Luther betet die ganze Nacht.
Szene 13 – Morgendliche Verzweiflung. Melanchthon hat Luther in seiner Gewissenskrise nicht alleine gelassen. Als ein paar Sänger zu einer Probe eintreffen, bittet er sie, anzufangen. Die Musik soll das Böse vertreiben.
Szene 14 – Die Regung der Musik / Intermezzo. Der Gesang des Chores verleiht Luther neuen Mut.
Szene 15 – „Cranach IV“ – Frauen und Heirat. Lucas Cranach rät Luther, seine Dämonen mithilfe der Poesie und Musik abzuschütteln. Ihm selbst habe seine Frau Barbara einst Trost gegeben. Luther überlegt, ob er ebenfalls heiraten sollte. Er hält das Zölibat für Heuchelei, befürchtet jedoch, noch mehr Hass auf sich zu ziehen. Da erscheint Barbara mit den drei noch unverheirateten Nonnen. Sie singen mehrstimmig einen von Luthers Psalmen, den er selbst auf der Laute begleitet. Katharina von Bora bezweifelt, dass eine Ehe mit dem für sie vorgesehenen Pastor Glatz ihr mehr Freiheit bieten könne als das Kloster. Daraufhin rät Cranach Luther, sie selbst zu heiraten. Es wäre ein Trumpf für die Papisten, wenn sie als Nonne ins Kloster zurückkehren müsste.
Szene 16 – Piae cantiones – Intermezzo. Studenten kommen singend nach Wittenberg, wo sie von den dortigen Mädchen fröhlich empfangen werden („Terra viret floribus“). Sie lästern über Luthers Heirat mit einer Nonne, die offenbar ohne Melanchthons Wissen geschah. Unbeirrt davon umarmt Luther seine Frau Käthe.
Szene 17 – Luther und seine Käthe. Martin und Katharina Luther sind glücklich vereint. Sie sind zuversichtlich, dass die Anfeindungen bald enden und ihre Ehe Früchte tragen werde.

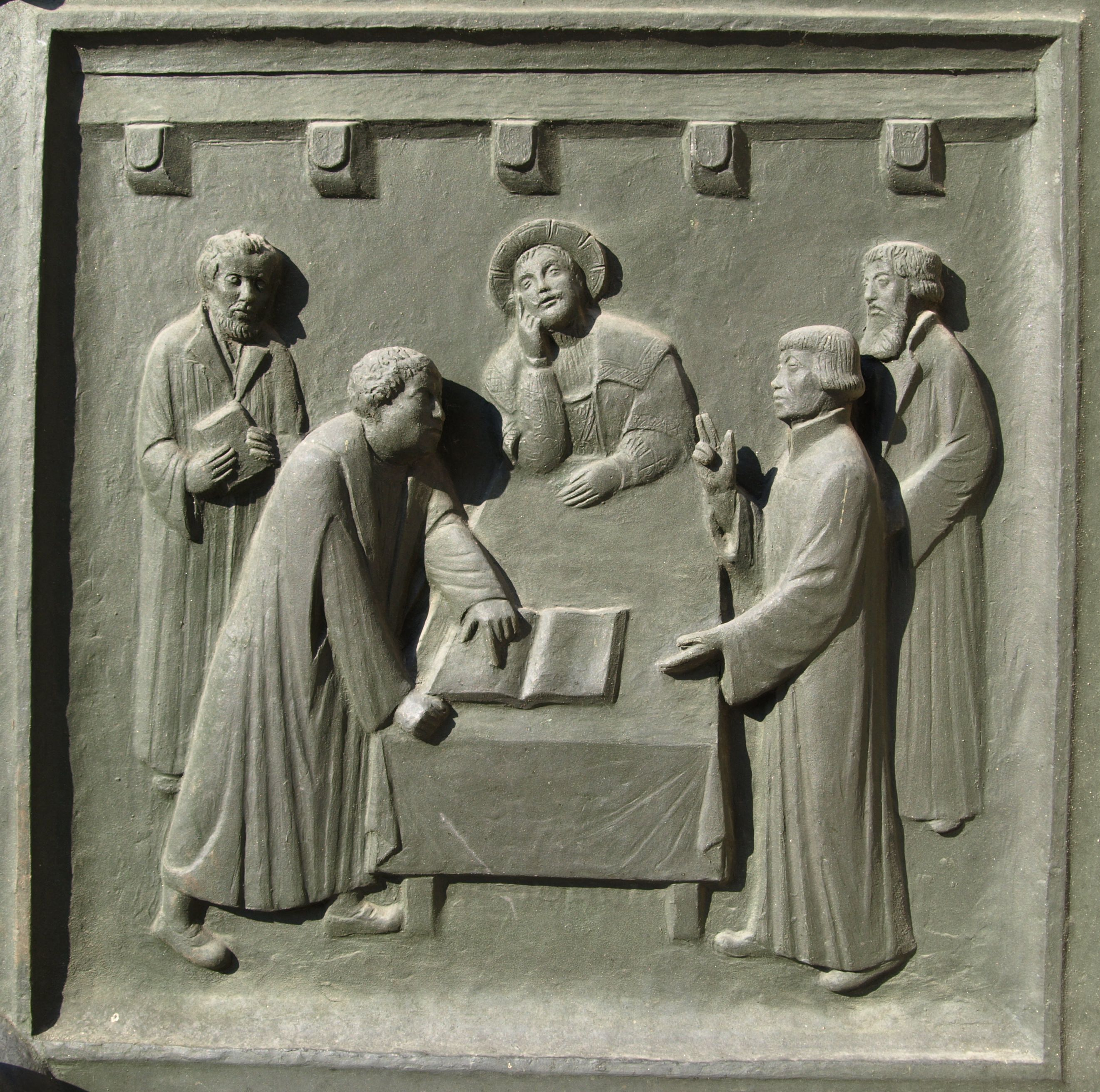
Zwingli und Luther diskutieren in Marburg über das Abendmahl. Abbildung von der Zwinglitür des Grossmünsters in Zürich.

Szene 18 – Das Treffen in Marburg 1529 (1.–4. Oktober). Landgraf Philipp drängt Luther, sich mit Zwingli zu einigen. Dieser verachtet jedoch die Musik, konspiriert mit Karlstadt und hält das Abendmahl für rein symbolisch. Philipp wünscht eine vereinte Front der Reformatoren vor dem kommenden Reichstag in Augsburg. Auf seine Veranlassung treffen sich beide Seiten zu einem Religionsgespräch in Marburg. Außer Luther, Melanchthon und Zwingli erscheinen Doktor Johannes Oecolampadius aus Basel, Pastor Andreas Osiander aus Nürnberg und Doktor Stefan Agricola aus Augsburg. Vermitteln soll Doktor Martin Bucer aus Straßburg. Obwohl sich die Anwesenden in vierzehn Punkten einigen können, bleibt der Konflikt um das Abendmahl bestehen. Luther und Zwingli streiten heftig über dieses Thema, bis Luther empört die Versammlung verlässt. Philipp erklärt das Treffen für gescheitert und ernennt Melanchthon zu seinem Sprecher.
Szene 19 – Luther auf Coburg / Brief-Arie. Luther berichtet seiner Frau von dem inhaltlichen Misserfolg und dem guten Essen in Marburg. In einem anderen Brief versucht er, Melanchthon Mut zu machen, der große Schwierigkeiten hat, ihre Sache in Augsburg zu vertreten.
Szene 20 – „Cranach V“ – Neue Porträts (Zeitsprung: ca. 15 Jahre; um 1545). Cranach hat neue Porträts von Luther angefertigt, die seine „wahre Autorität“ ausstrahlen sollen. Sie heben Luthers schlechte Laune. Draußen versammelt sich eine Gruppe von zum Essen eingeladenen Studenten und Gästen.
Szene 21 – Tischreden. Luther gefällt sich in der Rolle des Tischherrn. Ein Student schreibt die „Tischreden“ mit. Melanchthon unterbricht die Versammlung mit der Mitteilung, dass Landgraf Philipp mit der englischen Delegation eingetroffen sei. Luther bittet Melanchthon, sich darum zu kümmern. Er hält die ewigen Disputationen für sinnlos und will lieber auf Gott vertrauen.
Szene 22 – Melanchthons Verzweiflung. Nachdem die Gäste und Luther den Raum verlassen haben, räumt Käthe den Tisch ab. Melanchthon gesteht ihr, dass er Luther einst verehrt habe, sich aber nun von ihm und seinen Launen ausgenutzt fühle (Arie: „Ich habe ihn vergöttert“). Käthe erinnert ihn daran, das Luther wie „magisch“ den Weg gebahnt habe und einst alle Hoffnungen auf ihm ruhten.
Szene 23 – „Cranach VI“ – Ein letzter Angriff auf den Papst. Luther, jetzt alt und feist, bringt Cranach seine Streitschrift Wider das Papsttum. Cranach bemerkt, dass er zwar als Hofmaler all seine Aufträge erfülle, ihm nun jedoch als Freund rate, seine Angriffe zu beenden. Ihm höre niemand mehr zu. Man warte auf den Krieg. Luther gerät immer mehr in Rage und verlässt schließlich wütend das Atelier.
Szene 24 – Die Glucke. Als Katharina ihren Mann wegen des Vorfalls zur Rede stellt, beklagt er sich über die Treulosigkeit Cranachs und Melanchthons. Käthe versucht verzweifelt, ihn zu besänftigen. Auch ein Versuch, ihm seine Laute zu geben, um sich mit Musik zu beruhigen, scheitert. Luther fühlt sich im Recht (Arie: „Nein! Hier gilt nur Verachtung“), vergleicht Christus mit einer Glucke, bei der er Zuflucht vor Gottes Zorn suchen will, und bricht schließlich in Tränen aus.
Intermezzo – Chor. Wie aus einer anderen Zeit erklingen Gesänge mit Worten aus dem Magnificat und aus Luthers eigenen Liedern („Fecit potentiam in brachio suo“).
Szene 25 – Finale – „Tumultus“ (Schlacht bei Mühlberg, 13. April 1547). Die Truppen Kaiser Karls V. haben die protestantischen Heere besiegt, Wittenberg eingenommen und den Kurfürsten abgesetzt. Barbara versucht, einen Wagen mit Kunstwerken in Sicherheit zu bringen. Katharina findet darunter die Totenmaske ihres im Vorjahr verstorbenen Mannes. Trotz allem versichert Barbara ihr, dass sie die Welt und den Alltag verändert haben. Schuld an der Gewalt seien die Gierigen, Bequemen und Machthungrigen. Katharina entdeckt Melanchthon in der Menge und übergibt ihm die Totenmaske. Als der gefangene Philipp von Hessen vorbeigeführt wird, können er und Melanchthon sich voneinander verabschieden. Sie halten sich für gescheitert. Nur Luther selbst hatte Erfolg. Er endete als Prophet. Der Landgraf fragt Melanchthon: „Du hast ihn geliebt, nicht wahr …?“ Darauf entgegnet Melanchthon: „Wurden wir nicht alle verführt?“

## Gestaltung

### Orchester
Die Orchesterbesetzung der Oper umfasst die folgenden Instrumente:
- Holzbläser: drei Flöten, drei Oboen, vier Klarinetten (auch Bassklarinette), drei Fagotte
- Blechbläser: vier Hörner, drei Trompeten, drei Posaunen, Tuba
- Pauken, Schlagwerk (drei Spieler)
- Harfe
- Streicher

### Musik
Der Komponist Bo Holten selbst bezeichnete diese Oper als „großes Experiment“. Die Menschen und die Situationen von vor 500 Jahren zum Leben zu bringen, könne nicht mit einer beliebigen Art von Musik erreicht werden. Er habe daher intuitiv mit den Melodien von Luthers Liedern gearbeitet, die dieser neueren Forschungen zufolge selbst komponiert hatte. In der gesamten Oper gebe es kaum einen Moment, in dem nicht irgendwo eine dieser Melodien auftauche, doch nicht in dem Sinne, dass der Hörer ständig mit vertrautem Material konfrontiert werde, sondern häufig in völlig neuer oder veränderter Form. Luthers Lieder bilden daher sowohl in der musikalischen Grundstruktur als auch in den kleinen Details das Grundgerüst.
Rolf Fath beschrieb die Musik als tonal. Sie halte sich „trotz der farbigen Instrumentation, des gewaltigen Orchestersatzes und markanter Bläserattacken dezent zurück“, lasse „die Choral-Motive eher erahnen“ als auszustellen und gebe „der recht schnörkellosen Deklamation den Vortritt“.

## Werkgeschichte
Schlagt sie tot! ist die neunte Oper des dänischen Komponisten Bo Holten, der den Auftrag aus Erfurt im Zusammenhang mit dem Dänischen Reformationsjubiläum im Jahr 2017 erhielt. Eine Aufführung dort kam jedoch nicht zustande. Das Werk handelt von Martin Luther und der Reformation. Das Libretto verfasste Eva Sommestad Holten ursprünglich in schwedischer Sprache. Jana Hallberg übersetzte es anschließend ins Deutsche. Außerdem enthält es originale deutsche historische Zitate. Die Librettistin wies ausdrücklich auf die Parallelen der Revolutionszeit mit ihrer Polarisation und Aggression zur heutigen Zeit hin. Damals wie heute scheitere die korrupte und gierige Elite daran, Reformen durchzuführen, obwohl es jeden Grund für Änderungen und eine neue Moral gebe. Die Oper handele daher gleichermaßen von der heutigen Welt. Das zentrale Thema sei, wie Gewalt aufflammen und Fuß fassen könne. Zugleich handele die Oper aber auch vom Menschen Luther und von der Musik als große göttliche Macht. Der Text integriert Forschungsergebnisse, Originalquellen und Zitate.
Am 20. Mai 2017 gab es zunächst eine konzertante Aufführung des ersten Akts in Aarhus (Dänemark), bei der der Komponist selbst das dortige Sinfonieorchester und den Chor der Jyske Opera leitete.
Die Uraufführung der vollständigen Oper fand am 11. Mai 2019 in der Oper Malmö statt. Sie wurde vom Dirigenten Patrik Ringborg geleitet. Regie führte Peter Oskarson. Bühnenbild und Kostüme stammten von Peter Holm, das Lichtdesign von Per Sundin und die Choreografie von Caroline Lundblad/Frauke. Es sangen Dietrich Henschel (Martin Luther), Thomas Volle (Philipp Melanchthon), Jakob Högström (Georg Spalatin und Martin Bucer), Reinhard Hagen (Lucas Cranach), Inger Dam-Jensen (Barbara Cranach), Bengt Krantz (Friedrich der Weise von Sachsen und Johannes Oecolampadius), Conny Thimander (Philipp von Hessen), Stefan Dahlberg (Erasmus von Rotterdam und Huldrych Zwingli), Magnus Loftsson (Andreas Karlstadt) und Emma Lyrén (Katharina von Bora).
Ein Mitschnitt der Uraufführung wurde vom Schwedischen Radio übertragen und war im Rahmen der Europäischen Rundfunkunion auch in Dänemark, Deutschland und Katalonien zu hören.

## Aufnahmen
- 9./11. Mai 2019 – Patrik Ringborg (Dirigent), Orchester, Chor und Kinderchor der Oper Malmö.
 Dietrich Henschel (Martin Luther), Thomas Volle (Philipp Melanchthon), Jakob Högström (Georg Spalatin und Martin Bucer), Reinhard Hagen (Lucas Cranach), Inger Dam-Jensen (Barbara Cranach), Bengt Krantz (Friedrich der Weise von Sachsen und Johannes Oecolampadius), Conny Thimander (Philipp von Hessen), Stefan Dahlberg (Erasmus von Rotterdam und Huldrych Zwingli), Magnus Loftsson (Andreas Karlstadt), Emma Lyrén (Katharina von Bora).
 Mitschnitt der Uraufführung in Malmö.
 Dacapo 8.226706-07 (2 CDs).[8]